# Teófilo Braga
Joaquim Teófilo Fernandes Braga (n. 24 februarie 1843, Ponta Delgada, Azores (NUTS 1)⁠(d), Portugalia – d. 28 ianuarie 1924, Lisabona, Portugalia) a fost un scriitor, critic literar, istoric literar și om politic portughez.
A fost conducător al Generației de la 1870 (împreună cu Antero de Quental) și întemeietor al folcloristicii, istoriei și criticii literare portugheze.
În perioada 1910 - 1911, a fost președinte al Guvernului Provizoriu al Portugaliei.

## Opera

### Poezie
- 1864: O viziune asupra timpurilor ("Visão dos Tempos");
- 1869: Torente ("Torrentes").

### Eseuri
- 1867: Istoria poeziei populare portugheze ("História da Poesia popular portuguesa");
- 1869: Istoria poeziei moderne în Portugalia ("História da Poesia Moderna em Portugal");
- 1870 - 1973: Istoria literaturii portugheze ("História da Literatura Portuguese");
- 1870 - 1871: Istoria teatrului portughez ("História do Teatro Português");
- 1872: Teoria istoriei literaturii portugheze ("Teoria da História da Literatura Portuguesa");
- 1875: Manual de istorie a literaturii portugheze ("Manual da História da Literatura Portuguesa");
- 1877: Trăsături generale ale filozofiei pozitive ("Traços gerais da Filosofia Positiva");
- 1877: Bocage, viața și opera ("Bocage, sua Vida e Época");
- 1880: Istoria romantismului în Portugalia ("História do Romantismo em Portugal");
- 1891: Camões și sentimentul național ("Camões e o Sentimento Nacional");
- 1892: Idei moderne în literatura portugheză ("As modernas ideias na literatura portuguesa");
- 1909 - 1918: Istoria literaturii portugheze ("História da Literatura Portuguesa").